# Edgars Rihters
Edgars Rihters (em russo:  Эдгар Рихтер; 6 de junho de 1887, data de morte desconhecida) foi um ciclista russo.
Rihters competiu na prova de estrada (individual e por equipes) nos Jogos Olímpicos de Verão de 1912 em Estocolmo, embora ele não conseguiu completar em ambas as corridas.